# Lara Gut
Lara Gut (Sorengo, 1991. április 27. –) olimpiai és világbajnok svájci alpesi síző.
Legjobb számai a lesiklás és a szuperóriás-műlesiklás, de minden számban szerzett már Világkupa-pontot. 2007-ben Altenmarktban ezüstérmet szerzett lesiklásban a juniorok között. Első felnőtt versenyén 2007 decemberében vehetett részt, a linzi óriás-műlesikláson. Élete első felnőtt lesikló versenyét hazai pályán, St. Moritzban futhatta. Itt rögtön a 3. helyen végzett, annak ellenére, hogy az utolsó métereken elesett, mindössze 35 századmásodperccel maradt le a győzelemről. Egy évvel később itt nyerte meg első versenyét szuper óriás-műlesiklásban. 17 évesen és 237 naposan ezzel ő lett minden idők legfiatalabb sielője, aki világkupa-versenyt nyert ebben a számban. A 2009-es alpesisí-világbajnokságon két ezüstérmet szerzett, lesiklásban és szuperkombinációban. A 2013-as alpesisí-világbajnokságon egy ezüstérmet szerzett, szuperóriás-műlesiklásban. A 2014. évi téli olimpiai játékok során bronzérmes lett, lesiklásban. A 2017-es alpesisí-világbajnokságon egy újabb bronzérmet nyert szuperóriás-műlesiklásban. 2018. július 11-én hozzáment Valon Behrami futballistához (azóta versenyez Lara Gut-Behrami néven). Folyékonyan beszél olaszul, németül, franciául, angolul és spanyolul is. Karrierje eddigi legnagyobb sikerét a 2021-es alpesisí-világbajnokságon érte el Cortina d’Ampezzoban, ahol szuperóriás-műlesiklásban és óriás-műlesiklásban is világbajnok lett, valamint lesiklásban is szerzett még egy bronzérmet.

## Világkupa-győzelmei

### Idénygyőzelmek
| Idény | Szakág                 |
| ----- | ---------------------- |
| 2014  | Szuperóriás-műlesiklás |
| 2016  | Összetett              |
| 2016  | Szuperóriás-műlesiklás |
| 2021  | Szuperóriás-műlesiklás |

### Versenygyőzelmek
Összesen 32 győzelem (4 óriás-műlesiklás, 1 kombináció, 16 szuperóriás-műlesiklás, 11 lesiklás)
| Dátum              | Helyszín               | Szakág                 |
| ------------------ | ---------------------- | ---------------------- |
| 2009. december 20. | St. Moritz             | Szuperóriás-műlesiklás |
| 2011. január 9.    | Zauchensee             | Szuperóriás-műlesiklás |
| 2012. december 14. | Val-d’Isère            | Lesiklás               |
| 2013. október 26.  | Sölden                 | Óriás-műlesiklás       |
| 2013. november 29. | Beaver Creek           | Lesiklás               |
| 2013. november 30. | Beaver Creek           | Szuperóriás-műlesiklás |
| 2013. december 8.  | Lake Louise            | Szuperóriás-műlesiklás |
| 2014. január 26.   | Cortina d’Ampezzo      | Szuperóriás-műlesiklás |
| 2013. március 12.  | Lenzerheide            | Lesiklás               |
| 2014. március 13.  | Lenzerheide            | Szuperóriás-műlesiklás |
| 2014. december 7.  | Lake Louise            | Szuperóriás-műlesiklás |
| 2015. január 24.   | St. Moritz             | Lesiklás               |
| 2015. november 27. | Aspen                  | Óriás-műlesiklás       |
| 2015. december 18. | Val-d’Isère            | Kombináció             |
| 2015. december 19. | Val-d’Isère            | Lesiklás               |
| 2015. december 28. | Lienz                  | Óriás-műlesiklás       |
| 2016. február 7.   | Garmisch-Partenkirchen | Szuperóriás-műlesiklás |
| 2016. február 19.  | La Thuile              | Lesiklás               |
| 2016. október 22.  | Sölden                 | Óriás-műlesiklás       |
| 2016. december 4.  | Lake Louise            | Szuperóriás-műlesiklás |
| 2016. december 18. | Val-d’Isère            | Szuperóriás-műlesiklás |
| 2017. január 22.   | Garmisch-Partenkirchen | Szuperóriás-műlesiklás |
| 2017. január 28.   | Cortina d’Ampezzo      | Lesiklás               |
| 2018. január 21.   | Cortina d’Ampezzo      | Szuperóriás-műlesiklás |
| 2020. február 21.  | Crans-Montana          | Lesiklás               |
| 2020. február 22.  | Crans-Montana          | Lesiklás               |
| 2021. január 10.   | St. Anton              | Szuperóriás-műlesiklás |
| 2021. január 24.   | Crans-Montana          | Szuperóriás-műlesiklás |
| 2021. január 30.   | Garmisch-Partenkirchen | Szuperóriás-műlesiklás |
| 2021. február 1.   | Garmisch-Partenkirchen | Szuperóriás-műlesiklás |
| 2021. február 26.  | Val di Fassa           | Lesiklás               |
| 2021. február 27.  | Val di Fassa           | Lesiklás               |

## Külső hivatkozások
- Hivatalos oldal
- FIS-profil